# Zoonomo
Lo zoonomo è un laureato in "Scienze e tecnologie zootecniche delle produzioni animali".

## Compiti
La professione di zoonomo implica le seguenti abilitazioni:
- pianificazione aziendale e industriale nel settore delle produzioni animali
- consulenza nei settori delle produzioni animali, delle trasformazioni e della commercializzazione dei prodotti di origine animale
- direzione di aziende zootecniche, faunistiche e venatorie e dell'acquacoltura
- attività di assistenza tecnica, contabile e fiscale, alla produzione di beni e mezzi tecnici del settore delle produzioni animali
- certificazione del benessere animale
- riproduzione animale, comprendente le attività di inseminazione strumentale e di impianto embrionale in tutte le specie zootecniche, e di sincronizzazione dei calori
- esecuzione delle terapie negli animali zootecnici, sotto il controllo e la guida del medico veterinario
- attività di difesa dell'ambiente e di conservazione della biodiversità animale e dei microrganismi.

Nel 2006 il tavolo tecnico composto dal Consiglio dell'Ordine Nazionale dei Dottori Agronomi e Dottori Forestali, dalla Federazione Nazionale Ordini Veterinari Italiani, della Conferenza dei Presidi delle Facoltà di Agraria e dalla Conferenza dei Presidi delle Facoltà di Medicina Veterinaria aveva trovato e attribuito alla figura dello zoonomo le seguenti competenze:
- la pianificazione aziendale e industriale nel settore delle produzioni animali, sia primarie che trasformate;
- la consulenza nei settori delle produzioni animali, sia primarie che trasformate (con esclusione degli aspetti sanitari), della loro commercializzazione e marketing;
- la formulazione di razioni e mangimi per le specie animali in produzione zootecnica;
- le attività di estimo relative ai settori zootecnico e faunistico;
- le attività di difesa dell'ambiente e del benessere animale limitatamente alla valutazione dei requisiti ambientali, strutturali e tecnologici delle tipologie di allevamento del settore delle produzioni animali, nonché la valutazione dell'impatto ambientale degli allevamenti zootecnici;
- le attività di assistenza tecnica, contabile e fiscale, alle aziende di produzione di beni e mezzi tecnici nel settore delle produzioni animali;
- la direzione di aziende zootecniche, faunistiche, venatorie e di acquacoltura;
- l'attività tecnica di analisi di laboratorio degli alimenti per uso zootecnico nonché delle produzioni animali sia primarie che trasformate;
- le attività di selezione e miglioramento genetico, la conservazione e valorizzazione della biodiversità animale e dei microrganismi di interesse tecnologico per la trasformazione dei prodotti di origine animale;
- l'inseminazione artificiale nelle specie animali in produzione zootecnica, esclusa quella equina.

## Abilitazione alla professione
L'Esame di Stato di abilitazione alla professione di Zoonomo è articolato nelle seguenti prove:
1. una prima prova scritta concernente le tecnologie nei settori delle produzioni vegetali, produzioni animali, gestione silvocolturale, trasformazioni agroalimentari e biotecnologie agrarie;
2. una seconda prova scritta nelle materie caratterizzanti il corso di laurea e il relativo percorso formativo;
3. una prova pratica articolata in un piano di assistenza tecnica per un'azienda zootecnica corredato da analisi economica e da piani di alimentazione, eventualmente eseguiti anche con l'ausilio dello strumento informatico;
4. una prova orale concernente in generale la conoscenza della legge e della deontologia professionale. Tale prova verte sulla conoscenza dell'agronomia generale e delle coltivazioni foraggere, del miglioramento genetico degli animali di interesse zootecnico, dell'alimentazione e nutrizione animale, delle tecnologie di allevamento di tutte le specie di interesse zootecnico, della tecnica mangimistica, della riproduzione animale, della microbiologia applicata alle produzioni animali, delle tecnologie di trasformazione dei prodotti di origine animale, della meccanizzazione zootecnica, dell'economia zootecnica e delle principali normative vigenti relative al settore zootecnico.

Il Consiglio di Stato, con la sentenza 1233 del 22 Marzo 2005, recependo le contestazioni della FNOVI, ha annullato le disposizioni del D.P.R. 328 del 2001 relative alle attività professionali attribuite allo zoonomo, con soppressione della stessa figura professionale. Come conseguenza di tale sentenza, l’allora Ministro dell’istruzione, dell’Università e della ricerca, con ordinanza dell’8 giugno 2005, ha annullato l’Esame di Stato per l’abilitazione alla professione di zoonomo.